# Zajem podatkov
Zajem podatkov je postopek zbiranja podatkov in vzorčenja signalov, ki odražajo fizične razmere v resničnem svetu. Postopek vključuje tudi pretvorbo dobljenih vzorcev v digitalne številčne vrednosti, s katerimi lahko računalnik komunicira. Instrumenti za zajem podatkov, v angleščini okrajšani s kraticami DAS, DAQ ali DAU, običajno pretvorijo analogne oblike v digitalne vrednosti ki so kasneje primerne za obdelavo. Sestavni deli sistemov za zajem podatkov vključujejo:
- Senzorje za pretvorbo fizičnih parametrov v električne signale.
- Vezje, ki omogoča kondicioniranje signalov za pretvorbo v obliko, ki jo je mogoče pretvoriti v digitalne vrednosti.
- Analogno-digitalni pretvorniki za pretvorbo pogojenih signalov senzorjev v digitalne vrednosti.

Primarni namen sistema za zajem podatkov je pridobivanje in shranjevanje podatkov. Namenjeni pa so tudi vizualizaciji in analizi podatkov v realnem času in po snemanju. Poleg tega ima večina sistemov za zajem podatkov vgrajeno nekaj analitičnih možnosti in možnosti ustvarjanja poročil.
Sistemi za zbiranje podatkov so ključni za testiranje elektromehanskih naprav, vključno z izdelki iz različnih panog, kot so avtomobilska industrija in medicinski pripomočki. Pred izumom sistemov za zajem podatkov so se inženirji pogosto opirali na subjektivna mnenja testirancev, z razvojem sistemov za zajem podatkov pa so bila tovrstna subjektivna mnenja nadomeščena z objektivnimi meritvami, ki jih je bilo mogoče enostavno ponoviti, primerjati, matematično analizirati in vizualizirati.
Aplikacije-sisteme za zajemanje podatkov običajno nadzorujejo programi v različnih programskih jezikih, kot na primer Assembly, BASIC, C, C ++, C #, Fortran, Java, DewesoftX, LabVIEW, Lisp in Pascal. Samostojne sisteme za zbiranje podatkov pogosto imenujemo zapisovalniki podatkov .
Poleg naštetih programskih oprem obstajajo tudi odprtokodni programski paketi, ki ponujajo vsa potrebna orodja za pridobivanje podatkov iz različnih, običajno specifičnih strojnih oprem.

## Zgodovina
Leta 1963 je IBM izdelal računalnike, specializirane za zajem podatkov. Sem spadata sistema za pridobivanje podatkov IBM 7700 in njegov naslednik, sistem za zbiranje in nadzor podatkov IBM 1800. Te drage specializirane sisteme so leta 1974 presegli konkurenčni računalniki S-100 namenjeni splošni uporabi in kartice za pridobivanje podatkov, ki jih je izdelalo podjetje Tecmar / Scientific Solutions Inc.
Za zajem, snemanje in spremljanje podatkov so v 60. letih 20. stoletje največkrat uporabljali papirnate snemalnike grafikonov in magnetofone. Najbolj znan proizvajalec takšnih snemalnikov je bil Brush, ki je sčasoma postal Gould, Inc. Znani tudi pod imenom oscilografski snemalniki so delovali kot sistem črnila pod pristiskom, v katerem so premikajoča se pisala vbrizgavala črnilo pod tanko plastjo voska na površino papirja na osnovi gline. V 90ih je na trg vstopil japonski proizvajalec, z modelom termičnih nizov, ki so bili precej cenejši od Gouldove ponudbe. Največji izziv sistemov s premikajočimi pisali je bila majhna pasovna širina. To težavo so reševali magnetofonski snemalniki, ki so lahko delovali dlje časa, njihova slabost pa je bila to, da niso imeli grafičnega prikaza. V kritično pomembnih aplikacijah, kot jih je v 60ih in 70ih letih 20.stoletja izvajala NASA, so vzporedno uporabljali snemalnike papirnih grafikonov skupaj z računalniškimi sistemi IBM 7700 in 1800.
Sredi osemdesetih let je ameriško podjetje National Instruments Corporation prodajalo elementarne komponente, kot so kartice za zajem podatkov GPIB in plošče za pretvorbo analogno-digitalnih pretvornikov, ki jih je bilo mogoče namestiti v poceni osebne računalnike. Poleg ključnega preboja uporabe računalnika kot platforme za zbiranje podatkov je bila najpomembnejša komponenta tega sistema tudi programska oprema LabVIEW, izdana leta 1986 za osebno računalniško platformo Macintosh. Z uporabo programa LabVIEW so lahko inženirji z grafičnimi programskimi okolji razvili lasten sistem za zajem podatkov s široko paleto vgrajenih funkcij za obdelavo podatkov, analizo in prikaz v realnem času na monitorju računalnika.

## Metodologija
Zajem podatkov se začne s fizičnim pojavom ali fizično lastnostjo, ki jo je potrebno izmeriti. To so na primer temperatura, jakost svetlobe, tlak plina, pretok tekočine, sila itd. Ne glede na vrsto fizikalne lastnosti, ki jo merimo je potrebno fizično stanje, najprej preoblikovati v enotno obliko, ki jo je mogoče vzorčiti s sistemom za zajem podatkov. To nalogo izvajajo senzorji. Sistem za zajem podatkov je zbirka programske in strojne opreme, ki omogoča merjenje ali nadzor fizičnih lastnosti v resničnem svetu. Popoln sistem za zajem podatkov sestavljajo strojna in programska oprema, senzorji ter aktuatorji, oprema za kondicioniranje signalov in računalnik.
Senzor, ki je vrsta pretvornika, je naprava, ki fizično lastnost pretvori v ustrezen električni signal. Sistem za pridobivanje podatkov meri različne lastnosti, glede na senzor, ki sistem dopolnjuje.

### Strojna oprema za zajem podatkov
Strojna oprema za zajem podatkov je običajno vmesnik med signalom, ki prihaja iz senzorja in računalnikom. Lahko ima obliko modula, ki se priklopi na računalnik z vodilom USB, ali pa kartice priključene na reže v matični plošči. 

### Programska oprema za zajem podatkov
Specializirana programska oprema za zajem podatkov se lahko dobavi s strojno opremo. Programska orodja se uporabljajo za analizo in obdelavo podatkov pridobljenih preko strojne opreme in senzorjev.